# Зарецкая, Александра Игоревна
Алекса́ндра И́горевна Заре́цкая (ивр. אלכסנדרה זרצקי‎; род. 23 декабря 1987, Минск) — израильская фигуристка, выступавшая в категории спортивные танцы с братом Романом Зарецким. Они — трёхкратные чемпионы Израиля, чемпионы  Зимней Универсиады 2009 года в танцах на льду, двукратные участники Олимпийских игр.
Александра Зарецкая была знаменосцем команды Израиля на церемонии открытия Олимпийских игр 2010 года.

## Личная жизнь
Александра с родителями и братом иммигрировали из Белоруссии в Израиль в 1991 году. После нескольких переездов (Бат-Ям, Кирьят Шмона), они поселились в Метуле, где её мать, Елена Зарецкая, начала работать тренером по фигурному катанию на катке «Canada Centre».
Александра Зарецкая свободно владеет  ивритом, английским и русским языками. В настоящее время живёт  и работает в Хьюстоне,  Техас, США. 
В 2012 году Александра поступила в Белорусский государственный университет физической культуры в Минске на заочное отделение.
В 2013 году Александра вышла замуж за Денниса Осборна  и 8 октября родила сына Денниса Давида Осборна.

## Карьера
Александра начала заниматься фигурным катанием в Метуле в шестилетнем возрасте у Леонида Биринберга, занимала призовые места на чемпионатах Израиля в соответствующих возрастных группах. С 1995 года начала тренироваться в танцевальной паре с братом Романом под руководством родителей.
С 2001 по 2003 год Александра и Роман работали с Ириной Романовой и Игорем Ярошенко в Уилмингтоне (штат Делавэр). В 2003 году спортсмены были вынуждены вернуться в Израиль в связи с призывом Романа на действительную военную службу в Армию обороны Израиля. С 2003 по 2005 год они продолжали тренировки под руководством своей матери Елены Зарецкой. В январе 2005 года перешли к Евгению Платову. Следующим тренером пары стал Николай Морозов, но в его группе с ними в основном работала Галит Хайт. Когда Галит решила работать самостоятельно — Зарецкие ушли вместе с ней.
Зарецкие — первые израильские спортсмены, завоевавшие для своей страны медали Международного Олимпийского Комитета в зимних видах спорта (Европейский Олимпийский молодёжный фестиваль в Бледе, Словения), медали всех достоинств на этапах юниорских Гран-при, дважды выходившие в  финалы юниорских Гран-при. В 2006 году в свой первый взрослый сезон Зарецкие выступили на своей первой Олимпиаде в Турине, где заняли 22-е место. В 2008 году они впервые вошли в европейскую и мировую десятки (ТОР-10). В 2009 году Зарецкие стали чемпионами зимней Универсиады, принеся сборной Израиля первое золото за всю историю участия израильских спортсменов в  Универсиадах (летних и зимних).
На чемпионате мира 2009 года они завоевали для Израиля лицензию в танцах на льду на Олимпиаду 2010 года в Ванкувере.
В 2010 году на чемпионате Европы в Таллине они заняли 7-е место, на Олимпийских играх 2010 в Ванкувере, Зарецкие вошли в олимпийскую десятку, заняв 10-е место, а на чемпионате мира в Турине (Италия) заняли 6-е место, установив личные рекорды в произвольном танце и по сумме баллов.
По окончании сезона 2009—2010 Зарецкие завершили спортивную карьеру. Главной причиной ухода после самого успешного в их карьере сезона (третье место на «Скейт Америке», седьмое место на чемпионате Европы и 6-е на чемпионате мира) стал конфликт с национальной федерацией фигурного катания. Александра и Роман Зарецкие завершили спортивную карьеру. 26-летний Роман и 23-летняя Александра занялись тренерской работой.

## Спортивные достижения

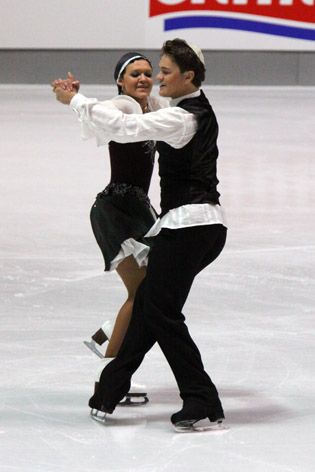
Александра и Роман Зарецкие в 2009 году

### Результаты после 2006 года
| Соревнования                 | 2006—2007 | 2007—2008 | 2008—2009 | 2009—2010 |
| ---------------------------- | --------- | --------- | --------- | --------- |
| Зимние Олимпийские игры      |           |           |           | 10        |
| Чемпионаты мира              | 14        | 9         | 13        | 6         |
| Чемпионаты Европы            | 11        | 8         | 11        | 7         |
| Чемпионаты Израиля           | 1         | 1         | 1         |           |
| Этапы Гран-При:Cup of Russia |           |           | 5         |           |
| Этапы Гран-При:Skate America | 8         | 7         |           | 3         |
| Этапы Гран-При:Cup of China  | 4         | 4         | 7         | 5         |
| Nebelhorn Trophy             | 3         |           | 2         | 2         |
| Золотой конёк Загреба        |           |           |           | 1         |
| Зимние Универсиады           |           |           | 1         |           |

### Результаты до 2006 года
| Соревнования                          | 1999—2000 | 2000—2001 | 2001—2002 | 2002—2003 | 2003—2004 | 2004—2005 | 2005—2006 |
| ------------------------------------- | --------- | --------- | --------- | --------- | --------- | --------- | --------- |
| Зимние олимпийские игры               |           |           |           |           |           |           | 22        |
| Чемпионаты мира                       |           |           |           |           |           |           | 20        |
| Чемпионаты Европы                     |           |           |           |           |           |           | 15        |
| Чемпионаты мира среди юниоров         |           |           | 19        | 8         | 9         | 4         |           |
| Чемпионаты Израиля                    | 1N.       | 1J.       | 1J.       | 1J.       | 1J.       |           | 2         |
| Этапы Гран-При:Cup of China           |           |           |           |           |           |           | 9         |
| Этапы Гран-При:NHK Trophy             |           |           |           |           |           |           | 9         |
| Skate Israel                          |           |           |           |           | 4         |           |           |
| Финалы юниорского Гран-при            |           |           |           |           | 6         | 8         |           |
| Этапы юниорского Гран-при, Польша     |           |           |           |           | 1         |           |           |
| Этапы юниорского Гран-при, Мексика    |           |           |           |           | 2         |           |           |
| Этапы юниорского Гран-при, Германия   |           |           |           | 3         |           |           |           |
| Этапы юниорского Гран-при, Белград    |           |           |           | 3         |           |           |           |
| Этапы юниорского Гран-при, Италия     |           |           | 8         |           |           |           |           |
| Этапы юниорского Гран-при, Нидерланды |           |           | 11        |           |           |           |           |
| European Youth Olympic Days           |           |           |           | 3         |           |           |           |

N=детский уровень; J=юниорский уровень